# Unité urbaine de Sainte-Marie
L'unité urbaine de Sainte-Marie est une unité urbaine française centrée sur la commune de Sainte-Marie, en Martinique.

## Données générales
En 2010, selon l'INSEE, l'unité urbaine était composée de trois communes.
En 2020, à la suite d'un nouveau zonage, elle est composée des trois mêmes communes.
En 2022, avec 29 440 habitants, elle représente la 4e unité urbaine de la Martinique. Sur le plan national, elle occupe le 194e rang.
En 2021, sa densité de population s'élève à 263 hab/km2. Par sa superficie, elle représente 9,93 % du territoire et, par sa population, elle regroupe 8,16 % de la population de la Martinique.

## Composition selon la délimitation de 2020
Elle est composée des trois communes suivantes :
| Nom                         | Code Insee | Département | Statut       | Superficie (km2) | Population (dernière pop. légale) | Densité (hab./km2) | Modifier                                    |
| --------------------------- | ---------- | ----------- | ------------ | ---------------- | --------------------------------- | ------------------ | ------------------------------------------- |
| Sainte-Marie (ville-centre) | 97228      | Martinique  | ville-centre | 44,55            | 14 827 (2022)                     | 333                | modifier les données · modifier les données |
| Le Marigot                  | 97216      | Martinique  | banlieue     | 21,63            | 2 991 (2022)                      | 138                | modifier les données · modifier les données |
| La Trinité                  | 97230      | Martinique  | banlieue     | 45,77            | 11 622 (2022)                     | 254                | modifier les données · modifier les données |

## Démographie
| 1968   | 1975   | 1982   | 1990   | 1999   | 2010   | 2015   | 2021   |
| ------ | ------ | ------ | ------ | ------ | ------ | ------ | ------ |
| 32 775 | 34 602 | 32 111 | 34 359 | 36 651 | 35 716 | 32 736 | 29 431 |

#### Données générales
- Unité urbaine
- Aire d'attraction d'une ville
- Liste des unités urbaines de France

#### Données démographiques en rapport avec l'unité urbaine de Sainte-Marie
- Aire d'attraction de Fort-de-France
- Arrondissement de la Trinité

#### Données démographiques en rapport avec la Martinique
- Démographie de la Martinique